# Glenea octomaculata
Glenea octomaculata là một loài bọ cánh cứng trong họ Cerambycidae.